# Bustul lui Dimitrie Onciul

Bustul lui Dimitrie Onciul

Bustul lui Dimitrie Onciul a fost realizat în 1926 de sculptorul Mihai Onofrei. Este turnat în bronz și așezat pe un soclu de piatră pe care este dăltuită următoarea inscripție:
| DIMITRIE ONCIUL 1858*-1923 |

(Notă: *Anul nașterii scris pe soclu este greșit - 1858 în loc de 1856 - cum este corect)
Dimitrie Onciul (1856-1923) s-a născut în Bucovina și a studiat la Cernăuți, Viena și Berlin. Ajunge la București (1895) unde primește catedra de Istoria Românilor. A fost profesor și istoric, membru titular și președinte al Academiei Române. A întemeiat școala critică în istoriografia românească. Între anii 1900-1923 a fost director la Arhivele statului.
Bustul nu este înscris în Lista monumentelor istorice 2010 - Municipiul București.
Bustul este amplasat în sectorul 5, pe Bulevardul Regina Elisabeta nr. 49, București.